# Ньюленд (Північна Кароліна)
Ньюленд (англ. Newland) — місто (англ. town) в США, в окрузі Ейвері штату Північна Кароліна. Населення — 715 осіб (2020).

## Географія
Ньюленд розташований за координатами 36°5′17″ пн. ш. 81°55′38″ зх. д. / 36.08806° пн. ш. 81.92722° зх. д. (36.087971, -81.927355).  За даними Бюро перепису населення США в 2010 році місто мало площу 1,94 км², уся площа — суходіл.

## Демографія
Згідно з переписом 2010 року, у місті мешкало 698 осіб у 310 домогосподарствах у складі 178 родин. Густота населення становила 360 осіб/км².  Було 362 помешкання (187/км²).
Расовий склад населення:
| - 88,8 % — білих - 0,9 % — корінних американців - 0,9 % — чорних або афроамериканців - 0,6 % — вихідців з тихоокеанських островів - 0,4 % — азіатів - 7,6 % — осіб інших рас |

До двох чи більше рас належало 0,9 %. Частка іспаномовних становила 10,2 % від усіх жителів.
За віковим діапазоном населення розподілялося таким чином: 21,1 % — особи молодші 18 років, 60,0 % — особи у віці 18—64 років, 18,9 % — особи у віці 65 років та старші. Медіана віку мешканця становила 40,5 року. На 100 осіб жіночої статі у місті припадало 94,4 чоловіків;  на 100 жінок у віці від 18 років та старших — 88,7 чоловіків також старших 18 років.
Середній дохід на одне домашнє господарство  становив 41 789 доларів США (медіана — 28 603), а середній дохід на одну сім'ю — 61 801 долар (медіана — 54 375). Медіана доходів становила 29 844 долари для чоловіків та 32 361 долар для жінок. За межею бідності перебувало 27,7 % осіб, у тому числі 29,6 % дітей у віці до 18 років та 14,8 % осіб у віці 65 років та старших.
Цивільне працевлаштоване населення становило 373 особи. Основні галузі зайнятості: будівництво — 28,4 %, освіта, охорона здоров'я та соціальна допомога — 21,2 %, мистецтво, розваги та відпочинок — 18,2 %.